# Roberto Setubal
Roberto Egydio Setúbal (São Paulo, 13 de outubro de 1954) é um banqueiro e filantropo brasileiro, ex-presidente do Banco Itaú. Em 9 de novembro de 2016, foi sucedido pelo economista Candido Botelho Bracher.
Filho de Olavo Egydio Setubal, neto de Paulo Setubal, tetraneto da viscondessa de Campinas, do visconde de Indaiatuba e do barão de Sousa Queirós, sobrinho-trineto do marquês de Três Rios, da baronesa de Itapura e da baronesa de Anhumas, sobrinho-tetraneto do visconde de Vergueiro, do barão de Limeira e da marquesa de Valença, e pentaneto do senador Vergueiro, um dos mais influentes políticos do Império do Brasil. É irmão de Neca Setubal.
É formado pela Escola Politécnica da Universidade de São Paulo e mestre em Engenharia pela Universidade Stanford. Roberto se tornou o presidente da instituição que se originou a partir da fusão do Banco Itaú com o Unibanco, o Itaú Unibanco. Foi considerado pela Revista Época um dos 100 brasileiros mais influentes do ano de 2012 e 2011.
Setubal ficou em 2º lugar entre os 100 líderes de melhor reputação no Brasil em 2014, segundo pesquisa da consultoria europeia Merco.
Em outubro de 2015, Setubal ficou em 24º lugar na lista dos 100 melhores CEOs do mundo, segundo o ranking da revista norte-americana Harvard Business Review.
Em 2017, Setubal defendeu em Oxford, na Inglaterra, a aprovação da reforma trabalhista proposta pelo governo federal, afirmando que "é quase impossível" cumprir a legislação atual. Ele afirmou que a "legislação é muito detalhista, muito burocrática, intervencionista ao extremo. E o dramático é que ela não favorece a criação de emprego".

## Premiado pela Euromoney
Roberto Setubal foi escolhido banqueiro do ano de 2011 pela revista europeia Euromoney. De acordo com a revista, Setubal foi premiado porque, junto com sua equipe, fez com que o capital do banco brasileiro saltasse de R$ 2 bilhões em 1994, quando assumiu o cargo, para R$ 100 bilhões em 2011.
Com o resultado, o Itaú Unibanco se tornou um dos dez maiores bancos do mundo em valor de mercado. "Dos bancos que se destacaram das economias emergentes, o Itaú Unibanco é o mais bem sucedido e o mais bem posicionado para prosseguir com sua impressionante expansão", afirmou a revista.
A instituição financeira foi eleita também o principal banco da América Latina, pela quarta vez, e o melhor do mercado brasileiro, pela 13ª vez.
Ao receber o prêmio, Roberto disse ter se sentido honrado e mencionou ter aprendido com seu pai, Olavo Setubal, fundador do banco, a ir "além da simples análise de números. Buscamos desenvolver, desafiar e reconhecer nossos 109 mil talentos, no Brasil e no exterior".